# Maianga
Maianga és un dels sis districtes urbans que conformen el municipi de Luanda, a la província de Luanda, la capital d'Angola. Té 24,7 quilòmetres quadrats i prop de 319.000 habitants. Limita a l'oest amb l'oceà Atlàntic, al nord amb els districtes d'Ingombota i Rangel, a l'est amb Kilamba Kiaxi i al sud amb Samba. És constituït per les comunes de Maianga, Cassequel, Prenda i Rocha Pinto.